# 奥尔桑瓦勒
奥尔桑瓦勒（法語：Orsinval，法語發音：[ɔʁsɛ̃val]）是法国上法兰西大区北部省的一个市镇，属于埃尔普河畔阿韦讷区。

## 地理
奥尔桑瓦勒（50°16'25"N, 3°37'50"E）面积3.34 平方千米，位于法国上法蘭西大區北部省，该省份为法国最北部的省份及最长的省份，西北濒北海，西接加来海峡省，南至埃纳省和索姆省，东与比利时接壤。
与奥尔桑瓦勒接壤的市镇（或旧市镇、城区）包括：维莱波勒、勒凯努瓦、弗拉努瓦。

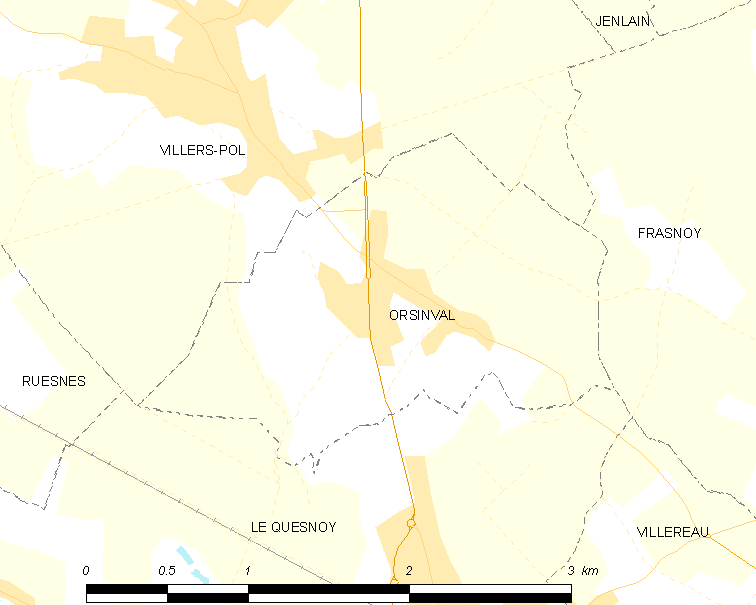
奥尔桑瓦勒的OSM定位图

奥尔桑瓦勒的时区为UTC+01:00、UTC+02:00（夏令时）。

## 行政
奥尔桑瓦勒的邮政编码为59530，INSEE市镇编码为59451。

## 政治
奥尔桑瓦勒所属的省级选区为埃尔普河畔阿韦讷县。

## 人口

1962-2008年间奥尔桑瓦勒人口变化图示

奥尔桑瓦勒于2022年1月1日时的人口数量为560人。